# Advance Wars: Dual Strike
Advance Wars: Dual Strike est un jeu vidéo de tactique au tour par tour développé par Intelligent Systems sorti sur Nintendo DS en septembre 2005. Le jeu fait suite, par son scénario et son gameplay, aux deux premiers épisodes sortis sur Game Boy Advance: Advance Wars et Advance Wars 2: Black Hole Rising.

## Système de jeu
Il s'agît donc toujours de stratégie au tour par tour, les graphismes ont légèrement évolué, mais la véritable nouveauté réside dans le gameplay. Le joueur peut désormais déplacer ses unités directement grâce à l'écran tactile avec le stylet pendant que l'écran du haut affiche les informations sur les unités sélectionnées, etc., mais aussi de jouer avec 2 généraux en relais.  Il propose aussi de nouveaux modes de jeu, comme le mode Action, de nouveaux généraux, de nouvelles unités, etc.

### Combat relais
Le jeu introduit une nouveauté stratégique intéressante, le combat relais. Cela consiste à utiliser deux généraux dans le même Q.G afin de se servir des compétences alternées des deux généraux. Cela change considérablement les données des combats puisque des généraux peuvent voir leurs points faibles atténués par le relais d'un autre.

### Généraux
Le jeu comporte de très nombreux généraux à la psychologie attachante. Ils sont regroupés en 5 nations. Les généraux sont présentés sous forme d'avatars. Ils ont leurs avantages et leurs inconvénients.

## Trame et cadre

### Scénario
Sturm a été vaincu et tué par Maverik, qui disparaît avec l'armée de Black Hole. La paix revient sur Wars World, mais sur le continent éloigné d'Oméga Land, une force nouvelle surgit.
Des pléiades d'unités ennemies ravagent l'île. Jake et Rachel, de fringants jeunes généraux, tentent de contenir l'ennemi, puis sont rejoints par certains généraux des opus antérieurs (Comme Max et Senseï). On apprend que Sturm avait un « remplaçant », d'abord mystérieux car juste évoqué par des pronoms impersonnels (Tout comme le faisait Olaf dans Advance Wars 1 : « Je dois faire mon rapport à.... »), puis que l'on découvre dans un sous-sol mal éclairé. Nommé Von Bolt, il utilise un Monolithe, un énorme rocher pompant l'énergie vitale de Oméga Land, pour vivre une éternité. Dès lors, les Nations Alliées décident de détruire le Monolithe et Von Bolt pour que revienne la nature sur Oméga Land.
On peut penser que la tâche est facile, mais Candy, Zak et Jugger, ses sous-fifres aussi diaboliques qu'idiots, ont inventé le Mortium (une unité bien gluante au potentiel défensive absurde qui « bouffe » tout sur son passage) et l'Onyx Noir, une station spatiale générant un champ de force impénétrable - au milieu, bien sûr, d'autres machines étranges qui donneront du fil à retordre aux Nations Alliées.

## Accueil

### Critiques
| Advance Wars: Dual Strike |      |        |
| Média                     | Pays | Notes  |
| Eurogamer                 | GB   | 9/10   |
| Gamekult                  | FR   | 9/10   |
| GameSpot                  | US   | 92 %   |
| IGN                       | US   | 90 %   |
| Jeuxvideo.com             | FR   | 18/20  |
| Compilations de notes     |      |        |
| Metacritic                | US   | 90 %   |
| GameRankings              | US   | 90,3 % |

### Ventes
Au Japon, lors des dix premières semaines d'exploitation, Advance Wars: Dual Strike s'est vendu à 35 000 exemplaires.